# Moscow (Ohio)
Moscow és una població dels Estats Units a l'estat d'Ohio. Segons el cens del 2000 tenia 244 habitants.

## Demografia
Segons el cens del 2000, Moscow tenia 244 habitants, 91 habitatges, i 64 famílies. La densitat de població era de 235,5 habitants/km².
Dels 91 habitatges en un 38,5% hi vivien nens de menys de 18 anys, en un 51,6% hi vivien parelles casades, en un 17,6% dones solteres, i en un 28,6% no eren unitats familiars. En el 26,4% dels habitatges hi vivien persones soles el 9,9% de les quals corresponia a persones de 65 anys o més que vivien soles. El nombre mitjà de persones vivint en cada habitatge era de 2,68 i el nombre mitjà de persones que vivien en cada família era de 3,26.
Per edats la població es repartia de la següent manera: un 29,1% tenia menys de 18 anys, un 6,6% entre 18 i 24, un 30,3% entre 25 i 44, un 23% de 45 a 60 i un 11,1% 65 anys o més.
L'edat mediana era de 36 anys. Per cada 100 dones de 18 o més anys hi havia 88 homes.
La renda mediana per habitatge era de 31.563 $ i la renda mediana per família de 33.125 $. Els homes tenien una renda mediana de 30.357 $ mentre que les dones 26.250 $. La renda per capita de la població era de 12.491 $. Aproximadament el 14,3% de les famílies i el 19,9% de la població estaven per davall del llindar de pobresa.

## Poblacions més properes
El següent diagrama mostra les poblacions més properes.